# نيل بلفور
نيل بلفور (بالإنجليزية: Neil Balfour)‏ هو مصرفي وسياسي بريطاني، ولد في 12 أغسطس 1944 في ليما في بيرو. في انتخابات البرلمان الأوروبي 1979، انتخب عضو في البرلمان الأوروبي عن دائرة Yorkshire North (European Parliament constituency) ‏ لترشحه ضمن قائمة حزب المحافظين، وقد انضم خلال فترته النيابية (17 يوليو 1979 – 23 يوليو 1984) للكتلة البرلمانية الديمقراطيون الأوروبيون ‏.